# Phytocoris fraterculus
Phytocoris fraterculus är en insektsart som beskrevs av Van Duzee 1918. Phytocoris fraterculus ingår i släktet Phytocoris och familjen ängsskinnbaggar. Inga underarter finns listade i Catalogue of Life.